# Скляренко Семен Дмитрович
Семе́н Дмитрович Скляре́нко (7 березня 1901 , Келеберда, Канівський район  — 14 липня 1962 , Київ, Україна ) — український радянський письменник, автор історичних романів та белетрист.

## Життєпис
Народився 26 вересня 1901 року в селі Келеберда на Черкащині, в родині зубожілого селянина.
Навчався в місцевій школі, потім — у Золотоніській гімназії. Багато читав, захоплювався літературою, а пізніше й сам почав писати: 1919 року в місцевій газеті «Голос труда» було надруковано його перший твір — вірш «Гімн праці».
Після закінчення гімназії наприкінці 1919 року юнак повертається до рідного села, працює бібліотекарем, учителює, водночас друкується в періодичній пресі. Його поезії, нариси, оповідання публікуються в київських газетах «Більшовик», «Селянська газета», альманасі «Вир революції».
1921 року Прохорівський комнезам посилає Скляренка вчитися до Київського політехнічного інституту, а через півроку його призивають до лав Червоної Армії. Відслуживши, Скляренко з осені 1924 року живе в м. Єгор'євську Московської області, де завідує клубом, керує культвідділом ради профспілок.
Повернувшись у 1926 році в Україну, він працює в черкаській окружній газеті «Радянська думка», а з 1927 року — в київській «Пролетарській правді».
Скляренко виступає з рядом оповідань, публікує збірку оповідань «Вітер з гір». У повісті «Матрос Ісай» (1930) письменник відтворює епізоди подій громадянської війни в Україні.
З появою трилогії «Шлях на Київ» («Шлях на Київ», 1937; «Щорс Микола», 1939; «Польський фронт», 1940) автор здобуває широке визнання.
Служба військовим кореспондентом під час Німецько-радянської війни допомогла письменникові створити повість «Україна кличе», в центрі якої образ Сили Жердяги, одного з основних персонажів роману «Шлях на Київ».
Найкращі оповідання і мініатюри, написані Скляренком у роки війни, ввійшли до збірки «Рапорт» (1945).
Після війни, у 1948 році, виходить збірка його нарисів «Орлині крила» про подвиги комсомольців на фронтах німецько-радянської війни.
У 1954 році вийшов роман Скляренка «Карпати».
Визначним досягненням історичної романістики 1950—60-х років стали твори С. Скляренка «Святослав» (1959) і «Володимир» (1962). Скляренку не судилось завершити трилогію з історії Київської Русі — написати роман про Ярослава Мудрого: 7 березня 1962 року талановитого романіста не стало.
У Києві мешкав у будинку письменників Роліт (1934—1952 рр.) та в будинку на Великій Васильківській вулиці, 6 (1952—1962 рр.), на фасаді якого йому встановлено пам'ятну дошку.

Надгробок на Байковому цвинтарі в Києві

Помер 7 березня 1962 року. Похований на Байковому цвинтарі (надгробний пам'ятник — граніт; скульптор А. С. Шаталов; встановлений у 1963 році).

## Творча діяльність
Поезії почав друкувати з 1913; був співробітником одного з перших радянських альманахів «Вир Революції» (Катеринослав, 1921), пізніше — журналу «Життя й Революція».
У прозі Скляренко активно виступав з 1930, видавши понад 60 книг оповідань, нарисів, повістей і романів; серед інших книги оповідань і нарисів: «Вітер з гір», «Десять ченців», «Три республіки» (1930), «Водники-ударники» (1931), «Домаха Завгородня» (1934), «Пулино-Гута» (1935), «Оповідання про почуття» (1936), «Радість людського існування» (1937), «Завжди разом» (1942), «Рапорт» (1945), «Орлині крила» (1948) й ін. На 1930-і pp. припадає низка більших прозових творів Скляренка виробничої тематики, зокрема роман про побудову Дніпрельстану «Бурун» (1932). Спрямований проти «українського буржуазного націоналізму» роман-трилогія «Шлях на Київ» (1937—1940), написаний за офіційною радянською концепцією тенденційного перекручення історичних подій доби Української революції.
За Німецько-радянська війни Скляренко працював військовим кореспондентом, і на цей час припадають його повісті з воєнної тематики: «Україна кличе» (1943) і «Подарунок з України» (1944). Критика відзначала схематичність повоєнного роману С. про відбудову колгоспів «Хазяїн» (1948) («Правда Украины» 1950 — 15 серпня) і незнання дійсності в написаному за наперед визначеною схемою романі про дорадянське минуле Закарпаття «Карпати» (1952). Найвищим досягненням у творчості Скляренка є його історичні романи з останніх років життя: «Святослав» (1959), високо оцінений критикою (Олександр Білецький) за майстерне відтворення державно-творчої діяльності київського князя і повноту зображення життя Києва тієї доби на базі використання багатьох історичних джерел, і «Володимир» (1962), з тими самими прикметами. За життя Скляренка вийшли: «Вибране» (1948) і «Твори» (т. І—V, 1955).

## Вшанування

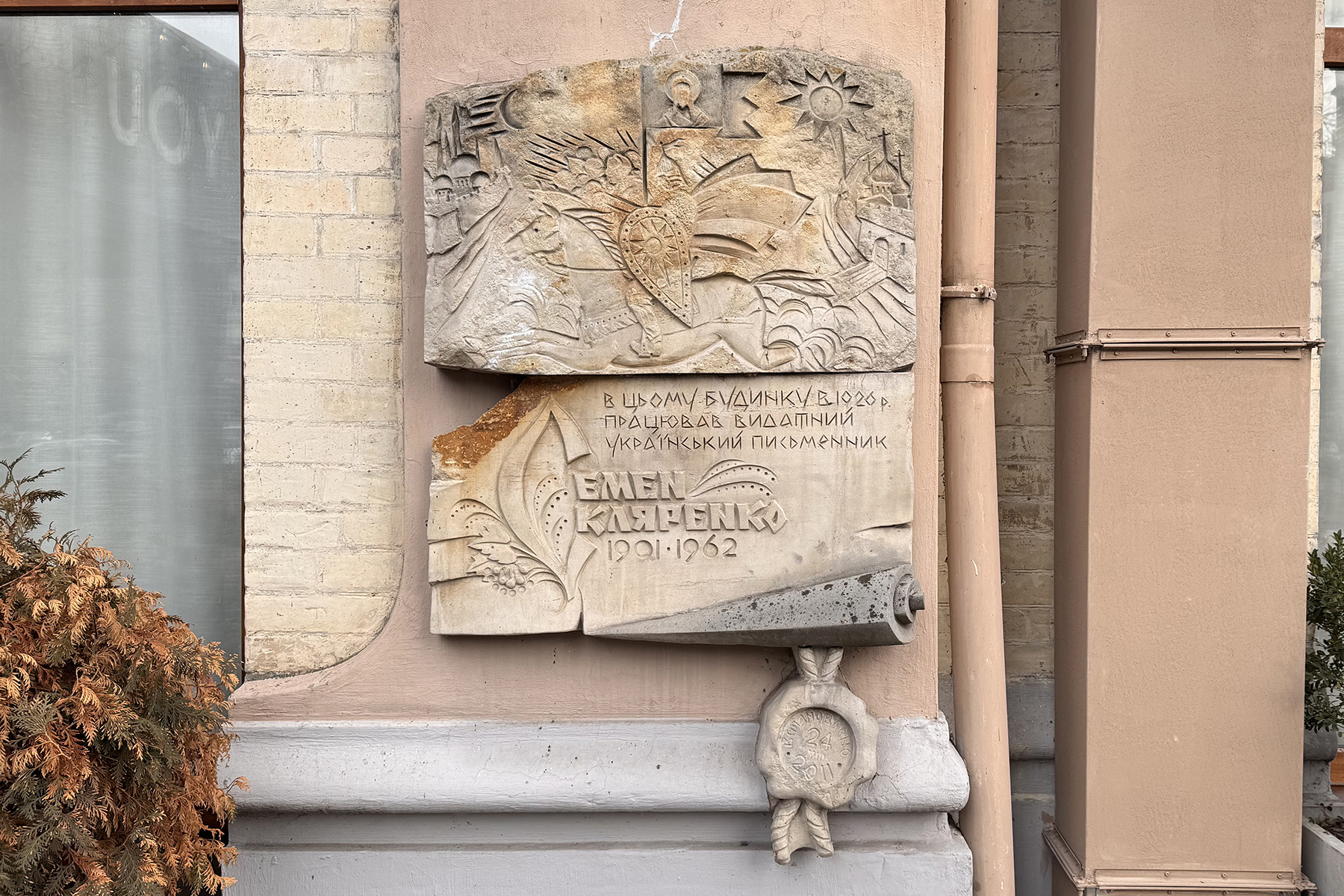
Пам'ятна дошка Семену Скляренку в Черкасах

У Києві в Оболонському районі є вулиця Семена Скляренка, бібліотека на вулиці Олеся Гончара, 75В.
У Золотоноші іменем письменника названо місцеву гімназію.
В Черкасах встановлена пам'ятна дошка на будівлі редакції, в якій працював Скляренко.